# Karl Oerder
Johannes Karl Maria Oerder SDB (* 31. Oktober 1928 in Linde-Scheurenhof im Rheinland; † 16. August 2019 in Köln) war ein deutscher römisch-katholischer Ordenspriester und langjähriger Provinzial und Missionsprokurator der Salesianer Don Boscos.

## Leben
Karl Oerder, eines von vier Kindern eines Eisenbahners, wuchs in Linde-Scheurenhof auf. Mit seiner Familie lebte er von 1938 bis 1947 in Rösrath. Oerder lernte zunächst den Beruf eines Chemielaboranten. Da er in die Ordensgemeinschaft der Salesianer Don Boscos eintreten wollte, besuchte er das Abendgymnasium der Salesianer in Buxheim bei Memmingen. 
Am 15. August 1953 legte er nach dem Noviziatsjahr in Ensdorf die erste Profess und 1956 die ewigen Gelübde ab. Von 1957 bis 1961 studierte er in Turin und Messina Philosophie und Katholische Theologie und empfing am 29. Juni 1961 in Benediktbeuern die Priesterweihe. 
Er arbeitete zunächst in der Jugendseelsorge in Velbert, dann als Leiter des salesianischen Lehrlingsheimes Essen-Borbeck. Von 1965 bis 1970 war er Provinzialvikar, von 1970 bis 1978 Provinzial der Norddeutschen Ordensprovinz. Von 1974 bis 1978 war Oerder außerdem Leiter der Deutschen Ordensobernkonferenz. 
1978 übernahm er die Leitung der Missionsprokur der Salesianer Don Boscos in Bonn und war zugleich Pfarrer von St. Winfried im Bonner Regierungsviertel. Er blieb bis 2003 Missionsprokurator. Bis 2012 war er als Beauftragter für missionarische Animation und Hausgeistlicher der Ordensschwestern im Herz Jesu Kloster in Bonn-Ramersdorf tätig. Er war Mitbegründer und Vorstandsmitglied von Don Bosco Mondo e.V. 
Seit 2013 lebte er im Dominikus-Savio-Haus der Jugendbildungsstätte Don Bosco Jünkerath.

## Ehrungen und Auszeichnungen
- Bundesverdienstkreuz am Bande des Verdienstordens der Bundesrepublik Deutschland (24. April 1995)[3]
- Ehrendoktorwürde der Universidad Centroamericana, Managua (2001)

## Schriften
- Erfahrungen eines Globetrotters. 30 Jahre Einsatz im Geiste Don Boscos. München 2006.
- Im Dienst der Jugend Afrikas. Bonn 1985